# سیارک ۱۷۹۵۵
سیارک ۱۷۹۵۵ (به انگلیسی: 17955 Sedransk، نامگذاری:1999JZ22) هفده هزار و نهصد و پنجاه و پنجمین سیارک کشف شده‌است که در ۱۰ مه ۱۹۹۹ کشف شد.
قدر مطلق سیارک برابر ۱۲.۳ است.